# Antonio Minto
Antonio Minto (Valdagno, 11 ottobre 1880 – Firenze, 21 agosto 1954) è stato un archeologo ed etruscologo italiano.

## Biografia
Antonio Minto fu uno tra i più importanti etruscologi italiani della prima metà del XX secolo. Docente di etruscologia all'università di Firenze, fu soprintendente alle antichità per l'Etruria dal 1925 al 1951 e fondatore dell'Istituto Nazionale di Studi Etruschi ed Italici. Per il medesimo istituto fondò e diresse la rivista «Studi etruschi». Fu socio dell'Accademia dei Lincei dal 1949.
Numerose le campagne di scavo condotte nei territori dell'Etruria; si ricordano in particolare quelle di Populonia, Volterra, Saturnia, Heba, Marsiliana e Sestino.
Promosse insieme a Olinto Marinelli, Nicola Vacchelli e Ranuccio Bianchi Bandinelli la realizzazione della prima Carta archeologica d'Italia al 100.000 (1925) e della Carta archeologica d'Italia per le antiche coltivazioni minerarie (1930).

## Opere (parziale)
- Marsiliana d'Albenga. Le scoperte archeologiche del principe don Tommoso Corsini, Firenze (1921)
- Populonia. La necropoli arcaica, in «Pubblicazioni del Regio Istituto di Studi superiori di Firenze», IV (1922)
- Le terme romane di Massaciuccoli, in «Monumenti antichi dei Lincei», XXVII
- Lamine di bronzo sbalzate, in «Monumenti antichi dei Lincei», XXVIII
- Saturnia etrusca e romana, in «Monumenti antichi dei Lincei», XXX (1924)
- Le ultime scoperte archeologiche di Populonia, in «Monumenti dei Lincei», XXXIV
- Le scoperte archeologiche nell'agro volterrano, in «Studi etruschi», IV
- Edicole funerarie etrusche, in «Studi etruschi», VIII
- Per la topografia di Heba etrusca, in «Studi etruschi», IX
- Le stele funerarie volterrane, in Scritti in onore di Bartolomeo Nogara (1937)
- Pseudocupole e pseudovolte nell'architettura etrusca delle origini, in «Palladio», IIl (1939)
- Sestinum, in Italia romana. Municipi e colonie (1940)
- Figure virili arcaiche (Kouroi) del Museo Archeologico di Firenze, in «La critica d'arte» (1943)
- Populonia, in Città e necropoli dell'Etruria, Istituto di studi etruschi (1943)